# Gräfsnäs
Gräfsnäs – miejscowość (tätort) w Szwecji, w regionie administracyjnym (län) Västra Götaland, w gminie Alingsås.
Według danych Szwedzkiego Urzędu Statystycznego liczba ludności wyniosła: 393 (31 grudnia 2015), 395 (31 grudnia 2018) i 392 (31 grudnia 2019).